# Cornely SA
Die Cornely SA war ein französischer Hersteller von Automobilen.

## Unternehmensgeschichte
Yvan Labat und Roger Matigot entwarfen in ihrer Firma Lem Design den Prototyp Moana und präsentierten ihn 1972 auf einer Fahrzeugausstellung. Das Unternehmen Cornely aus der Rue François-Coppée 9 in Malakoff unter Leitung von Pierre Dichamp übernahm ab 1972 die Produktion. Der Markenname lautete Cornely, gelegentlich auch Corvetta. 1974 endete die Produktion. Insgesamt entstanden 18 Fahrzeuge.

## Fahrzeuge
Das einzige Modell war der Moana. Dies war ein Coupé ohne Türen. Die Gürtellinie des Fahrzeugs war im Bereich der Fahrgastzelle etwas abgesenkt. Außerdem war das Dach oberhalb der Passagiere zur Fahrzeugmitte hin aufrollbar, sodass das Ein- und Aussteigen erleichtert wurde. Technisch basierte das Fahrzeug auf dem Fahrgestell des VW Käfer. Für den Antrieb sorgte ein Vierzylinder-Boxermotor mit wahlweise 1200 cm³, 1300 cm³ oder 1500 cm³ Hubraum.